# Mysłowice
Mysłowice é um município da Polônia, na voivodia da Silésia. Estende-se por uma área de 65,62 km², com 74 647 habitantes, segundo os censos de 2017, com uma densidade de 1137,6 hab/km².